# هشام بوداوي
هشام بوداوي (مواليد 23 سبتمبر 1999) هو لاعب كرة قدم جزائري ويلعب مع نادي نيس في الدوري الفرنسي والفريق الوطني الجزائري لكرة القدم،  سبق له أن لعب في كأس الأمم الأفريقية 2019 مع منتخب بلاده.

## البدايات في نادي باردو
في 6 كانون الثاني (جانفي/يناير) 2018، لعب بوداوي أول مباراة له مع فريق نادي بارادو، حيث جاء كبديل في الشوط الثاني في مباراة الدوري ضد اتحاد العاصمة.

## مسيرته الدولية
ظهر بوداوي لأول مرة مع المنتخب الجزائري لكرة القدم في 27 ديسمبر 2018 في مباراة ودية بين الجزائر وقطر، كبداية. تم اختياره ضمن تشكيلة المنتخب الوطني الجزائري لكأس إفريقيا للأمم 2019 في مصر.

## إحصائيات المسيرة

### إحصائيات المسيرة الدولية
اعتبارا من المباريات التي لعبت في 27 يوليو 2019 
| السنة   | المباريات | الأهداف |
| ------- | --------- | ------- |
| 2018    | 1         | 0       |
| 2019    | 5         | 0       |
| المجموع | 6         | 0       |

## الإنجازات

### المنتخب الوطني الجزائري
- كأس الأمم الأفريقية 2019[8]

## روابط خارجية
- هشام بوداوي على موقع الاتحاد الأوربي (الإنجليزية)
- هشام بوداوي على موقع قاعدة بيانات كرة القدم.إي يو (الإنجليزية)
- هشام بوداوي على موقع ليكيب (الفرنسية)
- هشام بوداوي على موقع ناشيونال فوتبول تيمز (الإنجليزية)
- هشام بوداوي على موقع Soccerway.com (الإنجليزية)
- هشام بوداوي على موقع عالم كرة القدم.نت (الإنجليزية)
- هشام بوداوي على موقع AS.com (الإسبانية)